# Polemiosilis hammondi
Polemiosilis hammondi es una especie de coleóptero de la familia Cantharidae.

## Distribución geográfica
Habita en Indonesia.